# Waco CG-4
Waco CG-4A je bilo ameriško vojaško jadralno letalo iz 2. svetovne vojne. Pri USAAF je imel oznako CG-4A, vzdevek pri britancih pa je imel oznako Hadrijan. Zgradili so več kot 13903 letal in je tako bil najbolj uporabljano vojaško jadralno letalo.
Zasnovan je bil pri podjetju Waco Aircraft Company, letno testiranje se je začelo maja 1942. Grajen je bil iz lesa, tkanine in kovine. Imel je fiksno pristajalno podvozje z repnim kolesom.
CG-4A je prevažal 13 opremljenih vojakov, med tovori je bil tudi Jeep ali pa 75 mm havbica M116. Vlečno letalo je bil po navadi C-47, redkeje tudi C-46. Vlečna vrv je bil 17 mm debela, okrog 105 metrov dolga in je bila zgrajena iz najlona.

## Tehnične specifikacije (CG-4A)
Podatki iz Aviation Enthusiasts Corner and Pilot's Flight Operating Instructions for Army Model CG4A Glider (TO No. 09-40CA-1)
Splošne karakteristike
- Posadka: 2 pilota
- Število sedežev: 13 vojakov, Jeep in 4 vojaki ali pa 6 nosil
- Dolžina: 48 ft 8 in (14,8 m)
- Razpon kril: 83 ft 8 in (25,5 m)
- Višina: 15 ft 4 in (4,7 m)
- Površina kril: 900 ft² (83,6 m²)
- Teža praznega letala: 3900 lb (1769 kg)
- Naložena teža: 7500 lb (3402 kg)
- Maks. vzletna teža: 7500 lb (3402 kg)
- Maksimalna vzletna teža: 9000 lb (4082 kg)

 Zmogljivost 
- Neprekoračljiva hitrost: 150 mph IAS (241 km/h)
- Maks. hitrost: 150 mph CAS (240 km/h CAS) at 7500 lb (3400 kg) 128 mph CAS/135 mph IAS pri 9000 lb
- Potovalna hitrost: IAS 72,6 mph (117 km/h)
- Hitrost porušitve vzgona: 49 mph (79 km/h)
- Obremenitev kril: 8,33 lb/ft² (40,7 kg/m²
- Hitrost padanja: Okrog 400 ft/min (2 m/s) pri hitrosti (IAS 60 mph, 96 km/h))

Oborožitev

none